# 北海道第12区
北海道第12区（ほっかいどうだい12く）は、日本の衆議院議員総選挙における選挙区。1994年（平成6年）の公職選挙法改正で設置。日本一面積の広い衆議院議員選挙区である。

## 区域

### 現在の区域
2017年（平成29年）公職選挙法改正以降の区域は以下のとおりである。2017年の小選挙区区割り改定により、幌延町が10区から本区へ移行された。
- 北見市
- 網走市
- 紋別市
- 稚内市
- 北海道宗谷総合振興局管内
- 北海道オホーツク総合振興局管内

### 2002年から2017年までの区域
2013年（平成25年）公職選挙法改正から2017年の小選挙区改定までの区域は以下のとおりである。
- 北見市
- 網走市
- 紋別市
- 稚内市
- 北海道宗谷総合振興局管内
  - 猿払村
  - 浜頓別町
  - 中頓別町
  - 枝幸町
  - 豊富町
  - 礼文町
  - 利尻町
  - 利尻富士町
- 北海道オホーツク総合振興局管内

2002年（平成14年）公職選挙法改正から2013年の小選挙区改定までの区域は以下のとおりである。旧7区の区域より、宗谷支庁管内が本区に合区されたため、北海道の面積の約6分の1を占めており、衆議院選挙では日本一広大な選挙区（14,740.93km2、岩手県と同じくらい）である。そのため第45回衆議院議員総選挙が間近に迫った、2009年（平成21年）6月に自由民主党の現職・武部勤が「うちの海岸線は640km」と、残り少ない時間での選挙活動にぼやいた。息子の武部新も面積も考慮して欲しいと述べている。
- 北見市
- 網走市
- 紋別市
- 稚内市
- 宗谷支庁管内
- 網走支庁管内

### 2002年以前の区域
1994年（平成6年）公職選挙法改正から2002年の小選挙区改定までの区域は以下のとおりである。
- 北見市
- 網走市
- 紋別市
- 網走支庁管内

## 歴史
日高山脈より東側ということ、旧ソ連と地理的に接することから地政学が重視される保守王国で知られる。自民党幹事長などを務めた武部勤の地盤だった選挙区である。第43回から45回は武部VS松木謙公の構図となっており、いずれも敗れたほうが比例で復活した。46回は武部が引退し息子の新を立て、松木が新党大地へ移籍と状況が変化した中で、新が初当選した。松木はこの選挙区に国替えして初めて比例復活もならず落選した。
第47回は松木が維新の党へ移籍して北海道2区に国替えしたため、武部と民主党新人との戦いになったが、武部が圧勝した。第48回は前回民主党で出た新人が希望の党へ移籍したが武部が再び圧勝し、第49回も武部が野党の新人2人相手に実力の差を見せつけて圧勝したが、第50回は自民党の裏金問題の影響もあり立憲民主党の川原田英世（前回落選のうちの1人）の復活での初当選を許す事となった。

## 小選挙区選出議員
| 選挙名                 | 年                 | 当選者   | 党派       |
| ---------------------- | ------------------ | -------- | ---------- |
| 第41回衆議院議員総選挙 | 1996年（平成8年）  | 武部勤   | 自由民主党 |
| 第42回衆議院議員総選挙 | 2000年（平成12年） | 武部勤   | 自由民主党 |
| 第43回衆議院議員総選挙 | 2003年（平成15年） | 武部勤   | 自由民主党 |
| 第44回衆議院議員総選挙 | 2005年（平成17年） | 武部勤   | 自由民主党 |
| 第45回衆議院議員総選挙 | 2009年（平成21年） | 松木謙公 | 民主党     |
| 第46回衆議院議員総選挙 | 2012年（平成24年） | 武部新   | 自由民主党 |
| 第47回衆議院議員総選挙 | 2014年（平成26年） | 武部新   | 自由民主党 |
| 第48回衆議院議員総選挙 | 2017年（平成29年） | 武部新   | 自由民主党 |
| 第49回衆議院議員総選挙 | 2021年（令和3年）  | 武部新   | 自由民主党 |
| 第50回衆議院議員総選挙 | 2024年（令和6年）  | 武部新   | 自由民主党 |

## 選挙結果
時の内閣：第1次石破内閣 解散日：2024年10月9日 公示日：2024年10月15日
当日有権者数：27万1908人 最終投票率：57.03%（前回比：2.79%） （全国投票率：53.85%（2.08%））
| 当落 | 候補者名   | 年齢 | 所属党派   | 新旧 | 得票数   | 得票率 | 惜敗率 | 推薦・支持               | 重複 |
| ---- | ---------- | ---- | ---------- | ---- | -------- | ------ | ------ | ------------------------ | ---- |
| 当   | 武部新     | 54   | 自由民主党 | 前   | 78,645票 | 52.34% | ――     | 公明党・新党大地推薦     | ○    |
| 比当 | 川原田英世 | 41   | 立憲民主党 | 新   | 71,608票 | 47.66% | 91.05% | 社会民主党北海道連合支持 | ○    |

時の内閣：第1次岸田内閣 解散日：2021年10月14日 公示日：2021年10月19日
当日有権者数：28万6186人 最終投票率：59.82%（前回比：1.66%） （全国投票率：55.93%（2.25%））
| 当落 | 候補者名   | 年齢 | 所属党派   | 新旧 | 得票数   | 得票率 | 惜敗率 | 推薦・支持               | 重複 |
| ---- | ---------- | ---- | ---------- | ---- | -------- | ------ | ------ | ------------------------ | ---- |
| 当   | 武部新     | 51   | 自由民主党 | 前   | 97,634票 | 58.43% | ――     | 公明党推薦               | ○    |
|      | 川原田英世 | 38   | 立憲民主党 | 新   | 55,321票 | 33.11% | 56.66% | 社会民主党北海道連合支持 | ○    |
|      | 菅原誠     | 48   | 日本共産党 | 新   | 14,140票 | 8.46%  | 14.48% |                          |      |

時の内閣：第3次安倍第3次改造内閣 解散日：2017年9月28日 公示日：2017年10月10日
当日有権者数：30万1508人 最終投票率：61.48%（前回比：2.78%） （全国投票率：53.68%（1.02%））
| 当落 | 候補者名 | 年齢 | 所属党派   | 新旧 | 得票数   | 得票率 | 惜敗率 | 推薦・支持       | 重複 |
| ---- | -------- | ---- | ---------- | ---- | -------- | ------ | ------ | ---------------- | ---- |
| 当   | 武部新   | 47   | 自由民主党 | 前   | 97,113票 | 54.14% | ――     | 公明党、新党大地 | ○    |
|      | 水上美華 | 35   | 希望の党   | 新   | 58,422票 | 32.57% | 60.16% |                  | ○    |
|      | 菅原誠   | 44   | 日本共産党 | 新   | 23,830票 | 13.29% | 24.54% |                  |      |

- 水上は2019年に札幌市議会議員選挙（北区選挙区）で立憲民主党から出馬し当選。

時の内閣：第2次安倍改造内閣 解散日：2014年11月21日 公示日：2014年12月2日
当日有権者数：30万4381人 最終投票率：58.70%（前回比：1.82%） （全国投票率：52.66%（6.66%））
| 当落 | 候補者名 | 年齢 | 所属党派   | 新旧 | 得票数   | 得票率 | 惜敗率 | 推薦・支持 | 重複 |
| ---- | -------- | ---- | ---------- | ---- | -------- | ------ | ------ | ---------- | ---- |
| 当   | 武部新   | 44   | 自由民主党 | 前   | 92,357票 | 53.43% | ――     | 公明党     | ○    |
|      | 水上美華 | 32   | 民主党     | 新   | 62,035票 | 35.89% | 67.17% |            | ○    |
|      | 菅原誠   | 41   | 日本共産党 | 新   | 18,451票 | 10.68% | 19.98% |            |      |

- 松木は北海道2区で維新の党より出馬、小選挙区内2位で比例復活。
- 山崎は今回の総選挙に出馬せず。その後第48回で（旧）立憲民主党から比例単独（氏名簿順位7位）で出馬し次点で落選したが、2021年8月に繰り上げ当選して（新）国民民主党に所属した。

時の内閣：野田第3次改造内閣 解散日：2012年11月16日 公示日：2012年12月4日 最終投票率：60.52% （全国投票率：59.32%（9.96%））
| 当落 | 候補者名 | 年齢 | 所属党派   | 新旧 | 得票数   | 得票率 | 惜敗率 | 推薦・支持   | 重複 |
| ---- | -------- | ---- | ---------- | ---- | -------- | ------ | ------ | ------------ | ---- |
| 当   | 武部新   | 42   | 自由民主党 | 新   | 91,208票 | 50.33% | ――     | 公明党       | ○    |
|      | 松木謙公 | 53   | 新党大地   | 前   | 52,976票 | 29.23% | 58.08% | 日本未来の党 | ○    |
|      | 山崎摩耶 | 65   | 民主党     | 前   | 25,501票 | 14.07% | 27.96% | 国民新党     | ○    |
|      | 菅原誠   | 39   | 日本共産党 | 新   | 11,532票 | 6.36%  | 12.64% |              |      |

時の内閣：麻生内閣 解散日：2009年7月21日 公示日：2009年8月18日 （全国投票率：69.28%（1.77%））
| 当落 | 候補者名 | 年齢 | 所属党派   | 新旧 | 得票数    | 得票率 | 惜敗率 | 推薦・支持 | 重複 |
| ---- | -------- | ---- | ---------- | ---- | --------- | ------ | ------ | ---------- | ---- |
| 当   | 松木謙公 | 50   | 民主党     | 前   | 127,166票 | 52.41% | ――     | 国民新党   | ○    |
| 比当 | 武部勤   | 68   | 自由民主党 | 前   | 112,690票 | 46.45% | 88.62% | 公明党     | ○    |
|      | 笠松長麿 | 56   | 幸福実現党 | 新   | 2,763票   | 1.14%  | 2.17%  |            |      |

時の内閣：第2次小泉改造内閣 解散日：2005年8月8日 公示日：2005年8月30日 （全国投票率：67.51%（7.65%））
| 当落 | 候補者名 | 年齢 | 所属党派   | 新旧 | 得票数    | 得票率 | 惜敗率 | 推薦・支持 | 重複 |
| ---- | -------- | ---- | ---------- | ---- | --------- | ------ | ------ | ---------- | ---- |
| 当   | 武部勤   | 64   | 自由民主党 | 前   | 124,465票 | 51.61% | ――     |            | ○    |
| 比当 | 松木謙公 | 46   | 民主党     | 前   | 101,835票 | 42.22% | 81.82% |            | ○    |
|      | 菅原誠   | 32   | 日本共産党 | 新   | 14,882票  | 6.17%  | 11.96% |            |      |

時の内閣：第1次小泉第2次改造内閣 解散日：2003年10月10日 公示日：2003年10月28日 （全国投票率：59.86%（2.63%））
| 当落 | 候補者名 | 年齢 | 所属党派   | 新旧 | 得票数    | 得票率 | 惜敗率 | 推薦・支持 | 重複 |
| ---- | -------- | ---- | ---------- | ---- | --------- | ------ | ------ | ---------- | ---- |
| 当   | 武部勤   | 62   | 自由民主党 | 前   | 118,258票 | 54.33% | ――     |            | ○    |
| 比当 | 松木謙公 | 44   | 民主党     | 新   | 82,731票  | 38.01% | 69.96% |            | ○    |
|      | 村口照美 | 67   | 日本共産党 | 新   | 16,686票  | 7.67%  | 14.11% |            |      |

時の内閣：第1次森内閣 解散日：2000年6月2日 公示日：2000年6月13日 （全国投票率：62.49%（2.84%））
| 当落 | 候補者名 | 年齢 | 所属党派   | 新旧 | 得票数    | 得票率 | 惜敗率 | 推薦・支持 | 重複 |
| ---- | -------- | ---- | ---------- | ---- | --------- | ------ | ------ | ---------- | ---- |
| 当   | 武部勤   | 59   | 自由民主党 | 前   | 100,502票 | 53.24% | ――     |            | ○    |
|      | 永井哲男 | 50   | 民主党     | 元   | 74,163票  | 39.29% | 73.79% |            | ○    |
|      | 村口照美 | 64   | 日本共産党 | 新   | 14,109票  | 7.47%  | 14.04% |            |      |

時の内閣：第1次橋本内閣 解散日：1996年9月27日 公示日：1996年10月8日 （全国投票率：59.65%（8.11%））
| 当落 | 候補者名 | 年齢 | 所属党派   | 新旧 | 得票数   | 得票率 | 惜敗率 | 推薦・支持 | 重複 |
| ---- | -------- | ---- | ---------- | ---- | -------- | ------ | ------ | ---------- | ---- |
| 当   | 武部勤   | 55   | 自由民主党 | 前   | 92,114票 | 52.02% | ――     |            | ○    |
|      | 永井哲男 | 46   | 民主党     | 前   | 69,971票 | 39.52% | 75.96% |            | ○    |
|      | 村口照美 | 60   | 日本共産党 | 新   | 14,976票 | 8.46%  | 16.26% |            |      |